# Pseudanthias squamipinnis
Anthias commun
Espèce
Statut de conservation UICN

 LC  : Préoccupation mineure
Pseudanthias squamipinnis, l’Anthias commun, est une espèce de poissons marins de la famille des Serranidae.

## Description
Pseudanthias squamipinnis peut mesurer en longueur totale jusqu'à 150 mm pour les mâles et 70 mm pour les femelles.
Ce poisson présente une coloration variable allant de l'orangé au rose avec des nageoires jaunes. Certains spécimens peuvent changer de sexe au cours de leur développement passant de femelle à mâle. Ce changement intervient lorsque ces femelles atteignent une longueur totale d'environ 50 mm. Les mâles sont carmin avec les flancs jaunâtres et le premier rayon de la nageoire dorsale s'allonge en long filament. Chez les deux sexes, une petite barre lilas souligne l’œil jusqu'à la nageoire pectorale.
Ce poisson se nourrit de zooplancton,.
Les mâles sont territoriaux et sont entourés d'harem de femelles, avec lesquelles ils peuvent s'accoupler durant la nuit.

## Répartition et habitat
Pseudanthias squamipinnis présente une large répartition couvrant le Indo-Pacifique ouest, depuis la mer Rouge jusqu'aux côtes de l'Afrique du Sud, et du Japon jusqu'au Sud de l'Australie. Il se rencontre entre 1 et 40 m de profondeur dans les récifs et dans les eaux dont la température est comprise entre 22 et 28 °C.

## Galerie

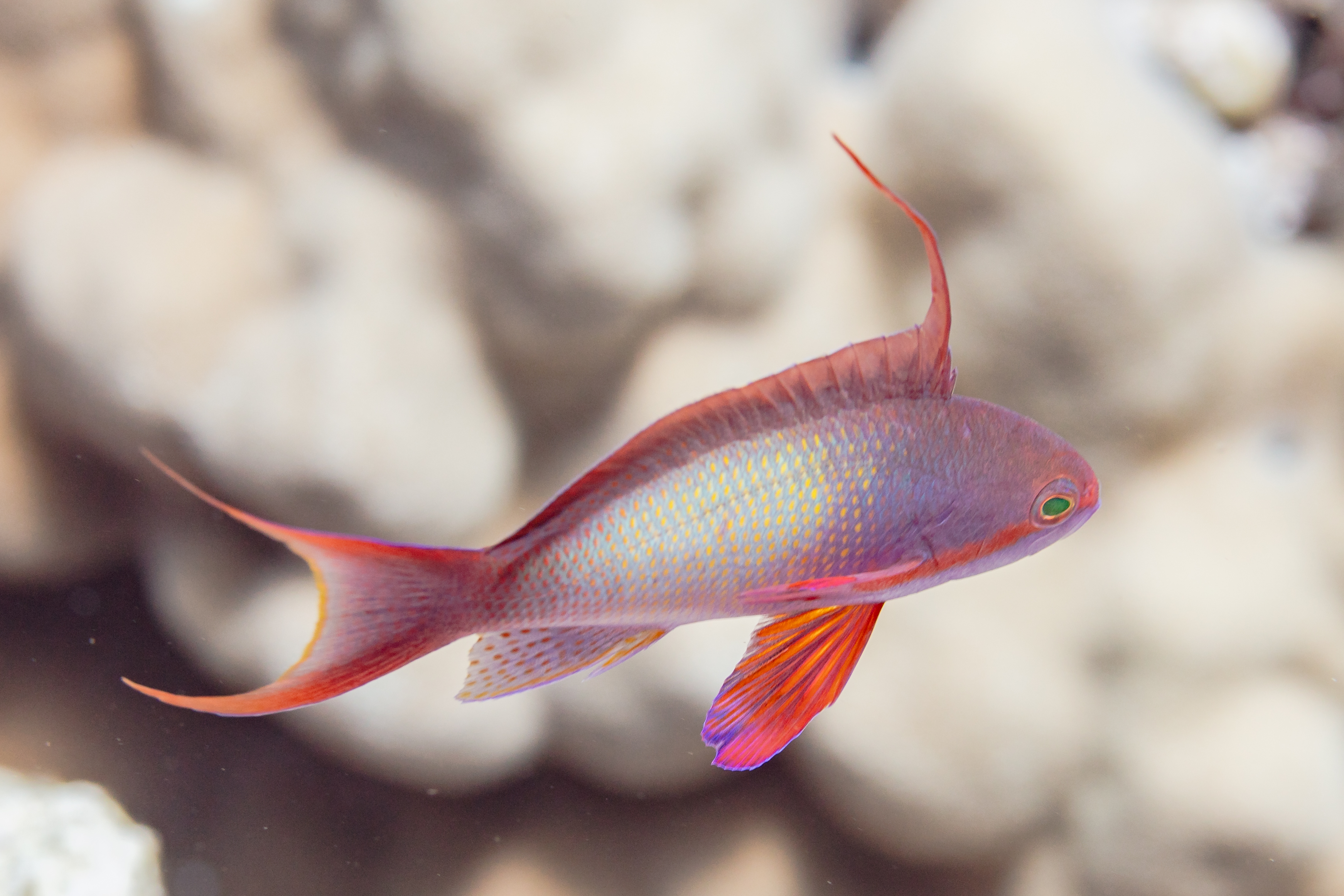
Mâle.
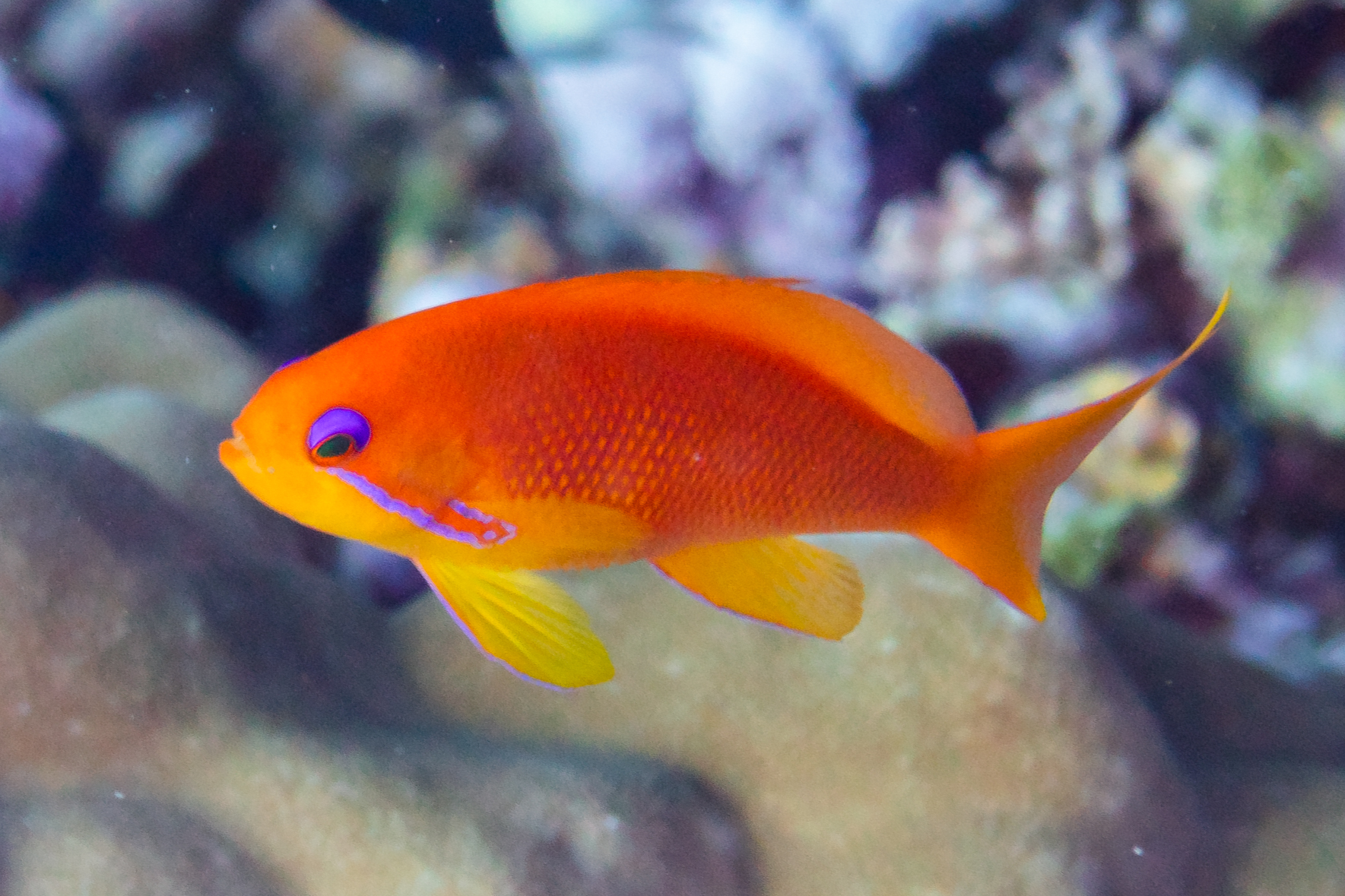
Femelle.
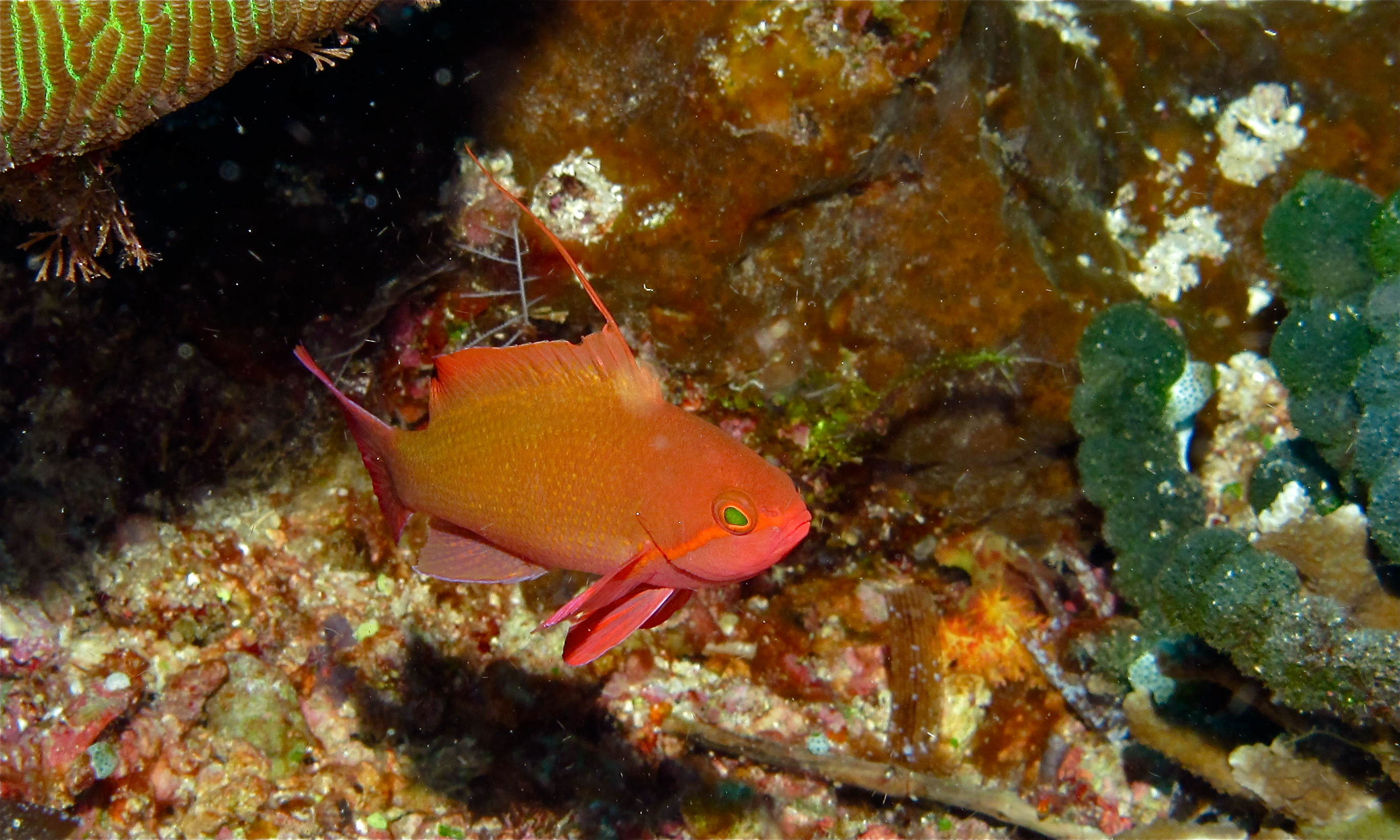
Spécimen en Indonésie (Sulawesi).
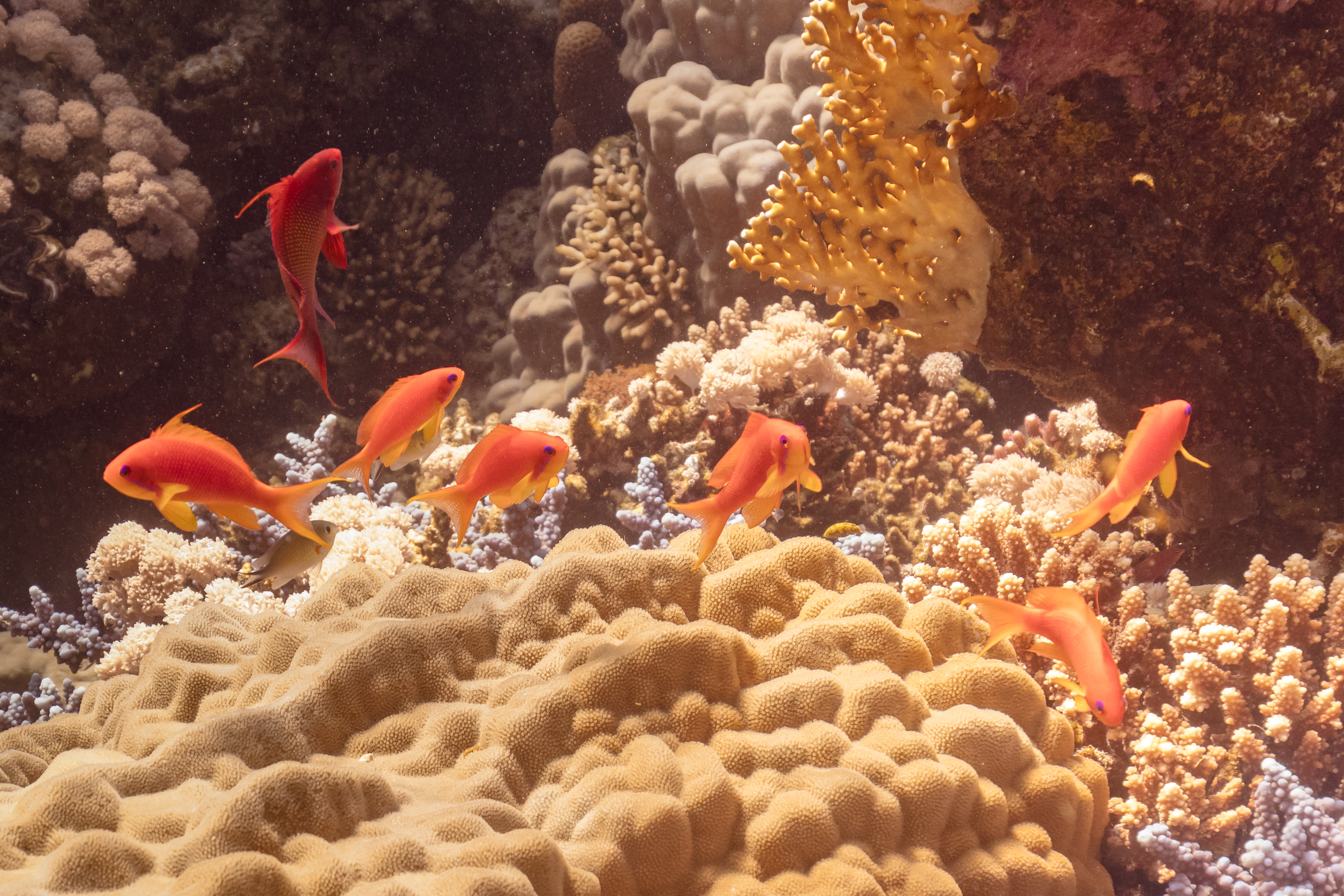
Groupe (mer Rouge).

## Systématique
Le nom valide complet (avec auteur) de ce taxon est Pseudanthias squamipinnis (Peters, 1855).
L'espèce a été initialement classée dans le genre Serranus sous le protonyme Serranus squamipinnis Peters, 1855.
Ce taxon porte en français les noms vernaculaires ou normalisés suivants : Anthias commun,, Anthias rouge, Barbier à queue de lyre, Barbier commun, Barbier rouge.
Pseudanthias squamipinnis a pour synonymes :
- Anthias cheirospilos Bleeker, 1857
- Anthias lepidolepis Bleeker, 1857
- Anthias sqamipinnis (Peters, 1855)
- Anthias squamipinnis (Peters, 1855)
- Anthias squammipinnis (Peters, 1855)
- Franzia squamipinnis (Peters, 1855)
- Pseudanthias squammipinnis (Peters, 1855)
- Pseudantthias squamipinnis (Peters, 1855)
- Pseudoanthias squamipinnis (Peters, 1855)
- Serranus squamipinnis Peters, 1855

### Étymologie
Son épithète spécifique, du latin squamus, « écaille », et pinnis, « nageoire », fait référence à ses nageoires « couvertes d'écailles assez grandes bien au-dessus de leur base ».

### Publication originale
- (de) W. Peters, « Übersicht der in Mossambique beobachteten Seefische », Bericht über die zur Bekanntmachung geeigneten Verhandlungen der Königlichen Preussischen Akademie der Wissenschaften zu Berlin, 1855, vol. 1855, p. 428-466.